# Pedro Fernández de Temiño
Pedro Fernández de Temiño (Burgos, 1532 - ?, 29 d'agost de 1590) va ser un religiós castellà, bisbe d'Àvila entre 1581 i 1590.
Provinent d'una família d'hidalgos, fill de Francisco de Temiño y María Íñiguez de Retes. Col·legial al Col·legi Major d'Oviedo de la Universitat de Salamanca, on va llicenciar-se. Va ser canonge de la catedral de Toledo i de Lleó, membre del Consell del Rei i de la Inquisició. Inquisidor de Calahorra, col·laborador del l'inquisidor general Gaspar de Quiroga, però en ser apartat aquest del favor reial, Temiño també en va patir les conseqüències. Després de refusar el bisbat de Cuzco, va ser nomenat bisbe d'Àvila l'11 de setembre de 1581. Va morir el 29 d'agost de 1590.